# كويكب كربوني

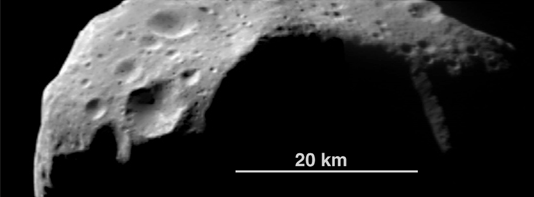
الكويكب ماثيلد 253 وهو من النوع سي.

كويكب من النوع سي أو (C-type) ، هو كويكب كربوني من أكثر الأنواع توافراً حيث يشكل ما نسبته 75% من مجموع الكويكبات المعروفة ، وقد يشكل نسباً أكبر من هذه الأخيرة في الجزء الخارجي من حزام الكويكبات خصوصاً أبعد من 2.7 وحدة فلكية ، حيث تخضع تلك المناطق لتواجد كثيف لهذا النوع ، وسبب هذا القول هو بأن هذا النوع من الكويكبات يكون داكناً بدرجة كبيرة مما يصعب عملية رصده وبشكل عام هو أكثر دكونةً من باقي أنواع الكويكبات باستثناء النوع دي وأنواع أخرى تتواجد في أقصى حافة حزام الكويكبات.

## هيئة الكويكب
الكويكبات في هذه الفئة لها طيف مشابه إلى حد كبير لتلك النيازك من فئة سي ايي ، والمكونة من هيدرات الكربون ، حيث أن هذا الأخير مكون من تركيبة كيميائية قريبة إلى تركيبة الشمس وتركيبة السديم الذي كون المجموعة الشمسية باستثناء غياب الهيدروجين والهيليوم ومتطايرات أخرى ، المعدان المهدرنة (المحتوية على ماء) متواجدة على هذا النوع من الكويكبات.
هذا النوع داكن إلى حد كبير حيث يبلغ بياضه من 0.03 حتى 0.10 , وبالتالي هناك الكثير من الكويكبات من النوع أس يمكن مشاهدتها بالمناظير عند المقابلة ، لكن هذا النوع يحتاج على الأقل إلى مقراب صغير لكي يمكن رصده ، الكويكب الذي يعتقد أن لديه أكبر إضاءة من النوع سي هو: (بامبيرجا 324) , لكن هذا الكويكب لديه انحراف مداري شديد مما يعني أنه من النادر أن يبلغ القدر الظاهري المطلوب للكويكب لكي يمكننا رصده بشكل كافي للدراسة ومن ثم الخروج بنتائج عالية الدقة.
وهو كويكب غير عاكس لونه رمادي وهو يحتل الجزء الخارجي من حزام الكويكبات.
طيف هذا الكويكب يمتص الأشعة فوق البنفسجية بشكل أكبر من المتوسط عند طول الموجة الذي يكون تحت 0.4 ميكرون حتى 0.5 ميكرون ، بينما عند طول موجه أكثر علواً تبدو ساكنه إلى حد كبير لكنها تبدو محمرة بعض الشيء ، ما يسمى بخاصية أمتصاص الماء تبلغ 3 ميكرون وبالتالي يمكن تحديد أن هذا الكويكب يحتوي على ماء في معادنه.
لا مجال للشك بأن أكبر كويكب من النوع سي هو هيجيا 10 ، لكن تصنيف سماس وضع أكبر الكويكبات سيرس هنا لأن هذا التصنيف يفقتر إلى الكويكبات من النوع جي.

## مجموعة الكويكبات سي
في تصنيف ثولين النوع سي مصنف ضمن مجموعة أخرى من أنواع الكويكبات الكربونية وهي:
النوع بي.

النوع سي.

النوع أف.

النوع جي.
في تصنيف سماس (SMASS) المجموعة سي تحتوي على:
النوع بي ، ويقابله في تصنيف ثولين النوع بي والنوع أف.

نوع سي معياري لديه المظهر الطيفي المعياري لهذه المجموعة.

النوع سي جي والنوع سي جي إتش ويقابلها في تصنيف ثولين النوع جي.

سي أتش بخاصية أمتصاص طيفي تبلغ 0.7 ميكرون.

سي بي وهو نوع يقع ما بين النوع سي والنوع بي في نفس التصنيف.